# ヴァカ
ヴァカ（グルジア語: ვაყა、グルジア語ラテン翻字: Vaqa）は、ジョージアのシダ・カルトリ州ハシュリ地区にある村落。ゴミ・テミに属する。シダ・カルトリ平野西部、チェラツヘヴィ川（スラムラ川の左支流）の川沿いに位置する。海抜は670メートル。ハシュリからは東北東へ約16キロメートルの位置にある。
村の郊外にはヴァカ聖母群があり、またソマネティの遺跡にはソマネティ聖母聖堂が建てられている。村にはヴァカ聖母聖堂とヴァカ聖ギオルギ聖堂も置かれている。

## 人口
国勢調査による人口は、次の通り。
| 年   | 人口  | 男性 | 女性 | 出典  |
| ---- | ----- | ---- | ---- | ----- |
| 2002 | 1,423 | 675  | 748  | [ 3 ] |
| 2014 | 1,160 | 568  | 592  | [ 1 ] |

## 教育
ヴァカにおける最初の教育機関は、19世紀末ごろに設置された。この学校は4年制であった。共産党の統治が確立すると、村の貴族の館が接収され、7年制の学校として開校した。第二次世界大戦後は中等学校となった。1986年に新しい校舎が建てられるまで、学校はすべて同じ建物が使われてきた。
ヴァカ公立学校の現在の校舎は1986年に建てられたものである。近代的な3階建ての建物であり、体育館と会議室、フットサルコート1面、バスケットコート1面、コンピュータ室、図書室、音楽室、医務室、食堂を備えている。ジョージア語とジョージア文学、物理学、数学、化学、生物学、歴史、音楽のカリキュラムがある。また地区議会およびポーランド大使館の支援を受けて、未就学児向けの幼稚園が学校に併設されている。インターネットが利用可能であり、レスリング上の機能も有している。